# AR Scorpii
AR Scorpii är en dubbelstjärna i den norra delen av stjärnbilden Skorpionen. Den har en kombinerad genomsnittlig skenbar magnitud av ca 14,75 och kräver ett kraftfullt teleskop för att kunna observeras. Baserat på parallax enligt Gaia Data Release 2 på ca 8,49 mas, beräknas den befinna sig på ett avstånd på ca 384 ljusår 118 parsek) från solen. 

## Observation

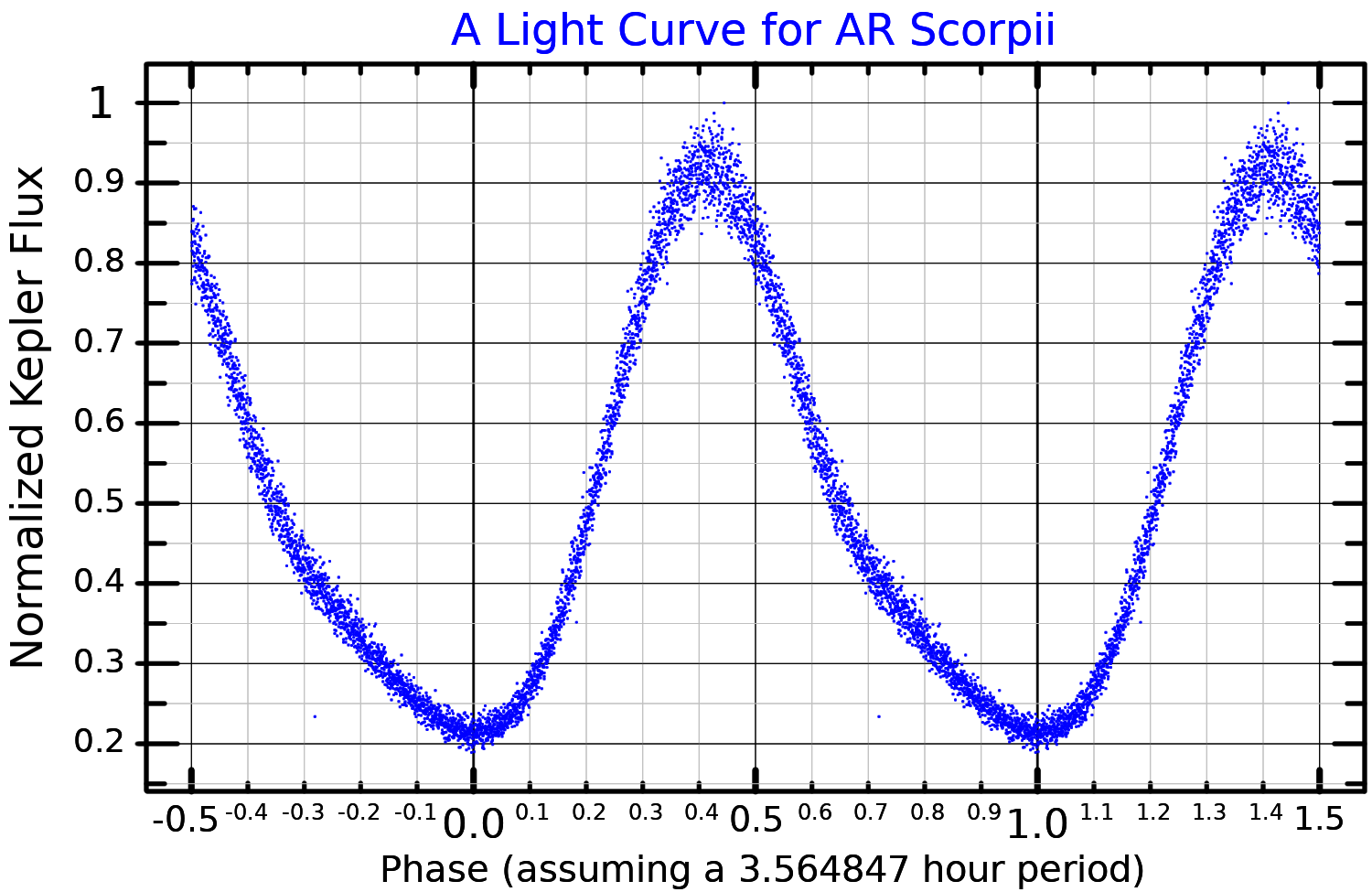
Optisk bredbandskurva i för AR Scorpii, anpassad från Keplerdata.

AR Scorpii är den första "vita dvärgpulsaren" som har upptäckts. Dess ovanliga karaktär uppmärksammades först av amatörastronomer. Perioden på 3,56 timmar i AR Scorpiis ljuskurva gjorde att den blev felklassificerad som en Delta Scuti-variabel, men 2016 visade sig denna period vara den binära omloppsperioden. Dessutom visar systemet mycket starka optiska, ultravioletta och radiopulseringar som härrör från den röda dvärgen med en period på bara 1,97 minuter, vilket är en period baserad på omloppsrotationen och den vita dvärgens rotation. Dessa pulseringar uppstår när en relativistisk stråle från den vita dvärgen sveper över den röda dvärgen, som sedan omarbetar strålen till den observerade elektromagnetiska energin.

## Egenskaper
Primärstjärnan AR Scorpii A är en vit dvärgstjärna av spektralklass D? Den har en massa som är ca 0,8 solmassa, en radie på ca 0,01 solradie. Följeslagaren AR Scorpii B är en röd dvärgstjärna i huvudserien av spektralklass M5 Den har en massa som är 0,28 - 0,45 solmassor.
Även om den vita dvärgen visar tecken på acretion i det förflutna, växer den för närvarande inte nämnvärt, och systemet drivs av den vita dvärgens rotationsminskning.  Den vita dvärgens rotation kommer att sakta ner i en tidsskala av 107 år. Den har en radie på cirka 7×103 km,  ungefär lika stor som jorden.